# Angenehme und Nützliche Spiele

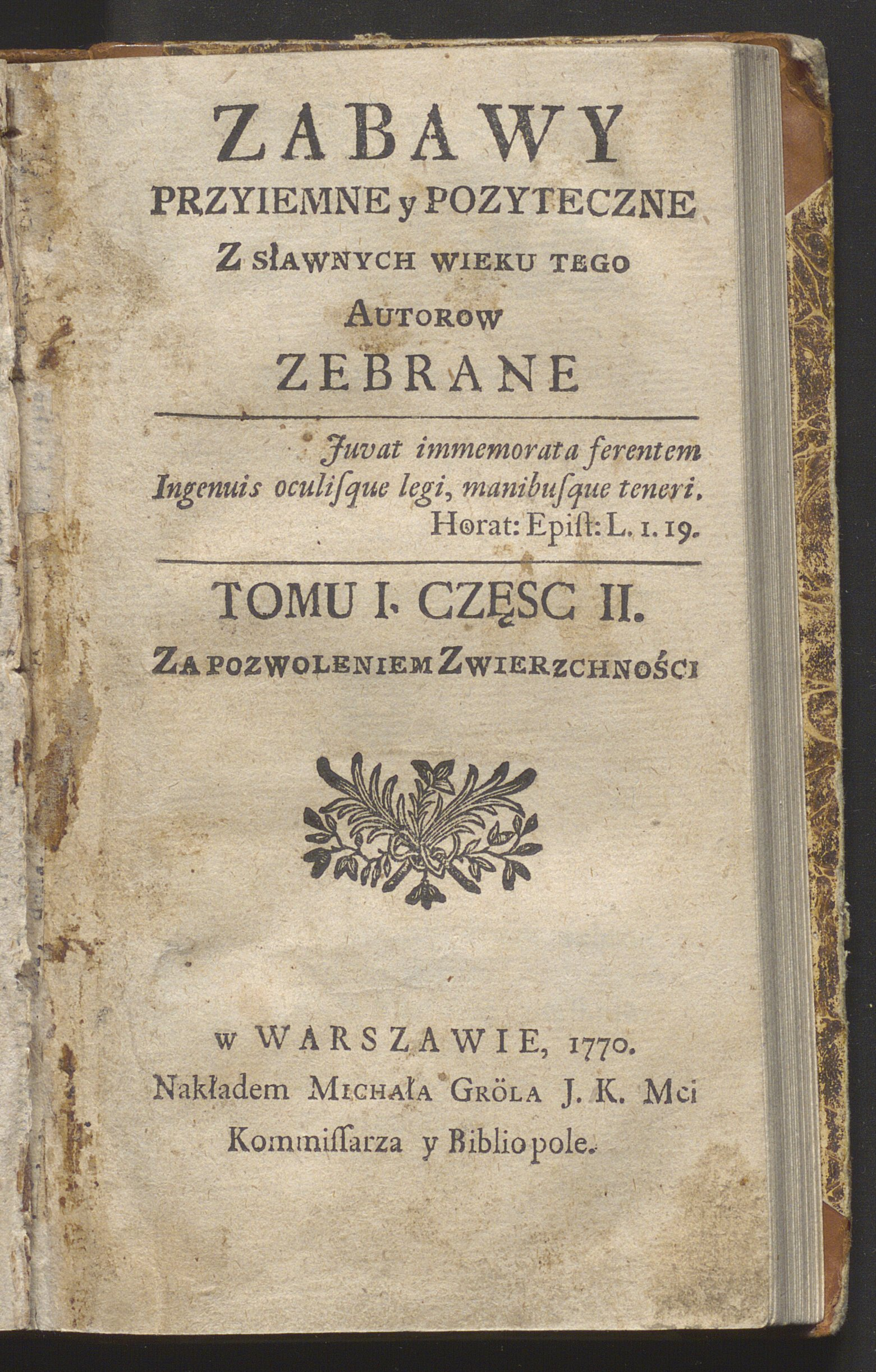
Titelseite der Erstausgabe, 1770

Angenehme und Nützliche Spiele (polnisch Zabawy Przyjemne i Pożyteczne; in der polnischen Schreibweise des 18. Jahrhunderts Zabawy Przyiemne y Pozyteczne) war die erste polnische literarische Zeitung, die in Polen-Litauen in der Epoche der Aufklärung erschien.

## Geschichte
Erstmals herausgegeben wurden die Angenehmen und Nützlichen Spiele 1770 in Warschau im Verlagshaus von Michael Gröll. Sie wurden von den Teilnehmern der Donnerstagmittagessen, insbesondere von Adam Tadeusz Naruszewicz und Jan Chrzciciel Albertrandi, herausgegeben und hatten einen erheblichen Einfluss auf die Polnische Aufklärung. In der Zeitschrift veröffentlichten die bedeutendsten polnischen Schriftsteller der Epoche, wie Adam Tadeusz Naruszewicz, Ignacy Krasicki, Franciszek Dionizy Kniaźnin, Franciszek Zabłocki und Tomasz Kajetan Węgierski. Die Zeitung unterstützte die Politik Stanislaus II. August Poniatowskis und wurde von ihm gefördert. Die letzte Ausgabe erschien 1777. Eine Neuauflage 1804 durch Cyprian Godebski und Franciszek Ksawery Kossecki erschien bis 1806.